# Suprema decisione
Suprema decisione (Command Decision) è un film del 1948 diretto da Sam Wood.

## Trama
Un giovane generale dell'aviazione americana Casey Dennis, ordina una serie di bombardamenti diurni in grande stile sulla Germania nel corso dei quali l'aviazione subisce forti perdite. La stampa attacca il generale per questo e dal Quartier Generale viene ordinata una severa inchiesta. Intanto giunge in Germania una commissione parlamentare e il Comando Supremo ordina di evitare rischiose operazioni in grande stile. Ma il generale Dennis, che ha iniziato l'attuazione del piano D che prevede la distruzione delle fabbriche tedesche di aerei da caccia, intende completare l'operazione. L'azione riesce, ma costa forti perdite, provocando la vivace reazione dei deputati che fanno parte della commissione parlamentare. Il maggior generale Kane, per dare una soddisfazione agli onorevoli, è costretto a togliere il comando della base a Dennis nominando in sua vece il generale Garnet. Ma questi, benché abbia fama di essere prudente, è sottoposto alle stesse necessità di guerra che hanno determinato la condotta del suo amico Dennis. Egli darà quindi completa attuazione al piano D.